# Enrico Cosenz
Enrico Cosenz (Gaeta, 12 de janeiro de 1820 – Roma, 7 de agosto de 1898) foi um militar italiano, participante das lutas do Risorgimento.
Capitão de artilharia no exército do Reino das Duas Sicílias, tomou parte na expedição enviada por Fernando II contra a Áustria, em 1848; porém depois do golpe de estado em Nápoles, seguiu o general Guglielmo Pepe na desobediência em retirar suas tropas e ir a Veneza auxiliar na defesa da cidade. 
Como comandante do forte de Marghera, Cosenz se distinguiu por valor, tendo depois da queda do forte assumido a defesa da praça principal, onde foi ferido duas vezes.
Depois da queda de Veneza, refugiou-se em Corfu e na França. Em 1859, na esteira da  Segunda Guerra de Independência Italiana, Cosenz foi para Piemonte, onde assumiu o comando de um regimento de Caçadores dos Alpes, lutando na Batalha de Varese. Entrou para o exército da Sardenha para sair logo em seguida, juntando-se a Expedição dos Mil.
Em 1860 participou da Terceira Guerra de Independência, derrotando duas brigadas napolitanas em Piale, em 23 de agosto, tendo marchado vitoriosamente para Nápoles, onde foi nomeado ministro da Guerra no primeiro governo provisório, criado por Garibaldi.  Durante a Guerra de 1866 sua divisão teve muito pouca participação ativa.
Foi prefeito de Bari e deputado por quatro legislaturas.